# مميز المرض

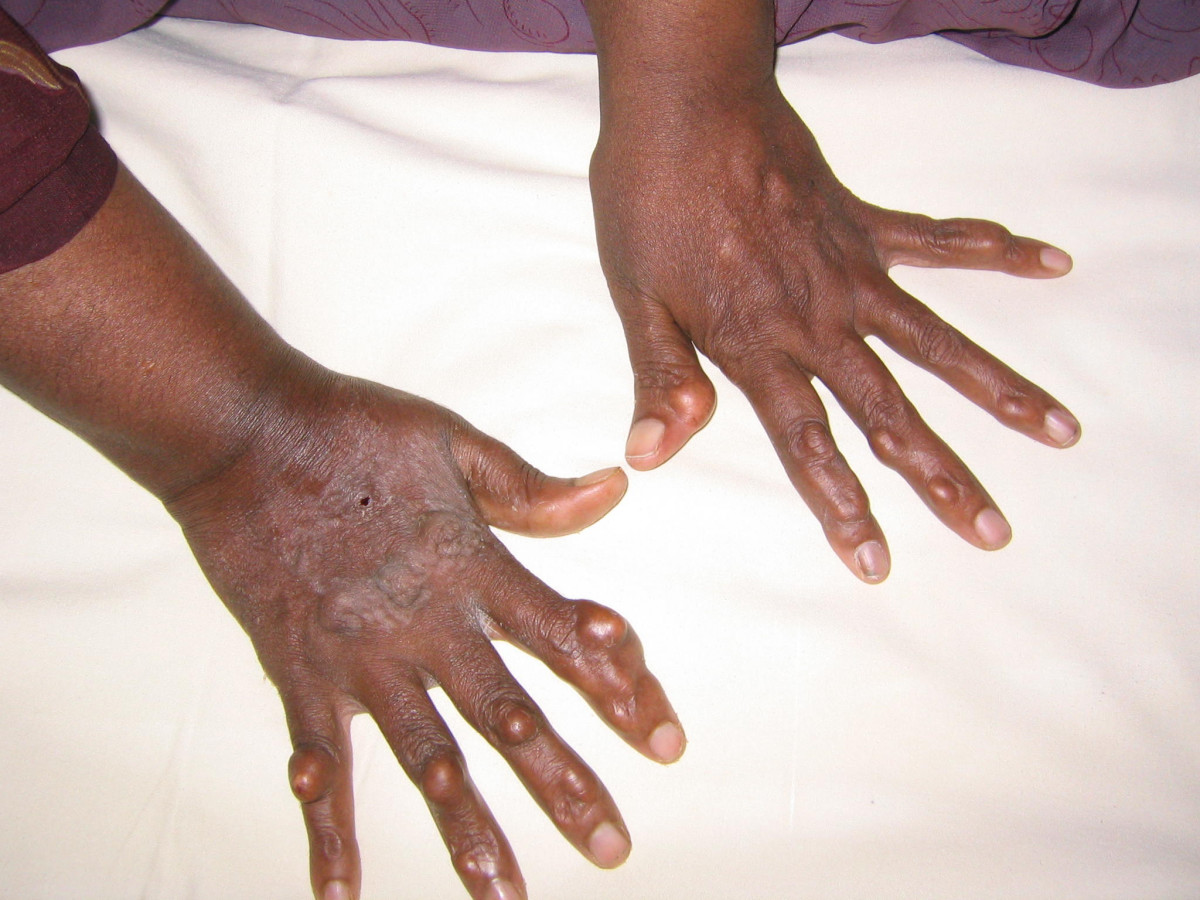

مميز المرض أو واصم المرض  (بالإنجليزية: Pathognomonic)‏ مصطلح مشتق من الوصم  (بالإنجليزية: Pathognomy)‏ يستخدم غالبًا في الطب، ويعني خاصية أو ميزة محددة لمرضٍ معين. وتكون العلامة المميزة للمرض أو العلامة الواصمة للمرض هي التي يعني وجودها وجود مرضٍ معين بلا أدني شك.

## الاستخدام العملي
يوجد لبعض الأمراض علامات قد تكون كلاسيكية أو نموذجية أو مشيرة بدرجة عالية لمرض معين، إلا أن هذه العلامات قد تحدث في أمراض أخرى، وبالتالي فهي ليست محصورة على هذا المرض، ومن ثم فلا يُمكن لهذه العلامات أن تشير بشكل مباشر إلي تشخيص مرض واحد بعينه. في حين أن العلامات المميزة للمرض لها نوعية عالية جدا ولكنها لا تحتاج إلى حساسية عالية، بمعني أن هذه العلامات المميزة للمرض يمكن أن تكون غائبة، إلا أنها إن وجدت، فإن الطبيب يمكنه على الفور تشخيص المرض. حيث أن وجود نتائج مميزة للمرض تسمح بالتشخيص الفوري، لإذا لم يوجد أي حالات مشابهة ضمن التشخيص التفريقي.
العلامات الفردية المميزة للمرض غير شائعة نسبيا. ومن أمثلة هذه العلامات المميز للمرض: بقع كوبليك داخل الفم في الحصبة ، الورم الأصفر الذي يظهر على أيدي الأشخاص الذين يعانون من فرط شحميات الدم، أو أجسام نيغري داخل أنسجة المخ المصابة بداء الكلب، أو رباعية الطفح الجلدي، وآلام المفاصل، وآلام البطن، وأمراض الكلى في الطفل المصاب بفرفرية هينوخ شونلاين.
على عكس الأعراض (التي يتم الإبلاغ عنها بشكل ذاتي من قبل المريض ولا يمكن قياسها) والعلامات (الملاحظة من قبل الطبيب في السرير خلال الفحص البدني، دون الحاجة إلى تقرير) فإن عدد أكبر من نتائج الاختبارات الطبية هي مميزة للمرض. مثال على ذلك هو فرط تقطع الخلية المتعادلة، والذي لا يظهر إلا في حالات فقر الدم الضخم الأرومات (ليس مرض واحد، ولكن مجموعة من الحالات المرضية وثيقة الصلة). في كثير من الأحيان تكون نتائج الاختبارات مميزة للمرض بسبب وجود إجماع علمي على تحديد حالة المرض من حيث نتيجة الاختبار (مثل داء السكري الذي يتم تعريفه من خلال مستويات الجلوكوز في الدم).
في المقابل نادراً ما يُخطئ الاختبار ذو الحساسية العالية جداً في تشخيص حالة ما، لذا فإن النتيجة السلبية للاختبار تكون مطمئنة بدرجة كبيرة (أي أن المرض الذي تم اختباره وأظهر نتيجة سلبية غير موجود لدى المريض). وكثيرا ما تُسمى العلامة أو العرض ذو الحساسية العالية جدا بالشرط اللازم. مثال على ذلك هو اختبار جيني للعثور على طفرة كامنة في أنواع معينة من سرطان القولون الوراثي.

## أمثلة
| المرض                   | العلامة                                                |
| ----------------------- | ------------------------------------------------------ |
| فيروس مضخم للخلايا      | الأجسام المشتملة                                       |
| ليمفومة هودجكين         | خلية ريد-ستيرنبيرغ                                     |
| داء لايم                | حمامى مهاجرة مزمنة                                     |
| التهاب العضلات المشتمل  | مواد خيطية تظهر الأجسام المشتملة تحت المجهر الإلكتروني |
| نقص كالسيوم الدم        | علامة تروسو للتكزز المستتر وعلامة شفوستك               |
| الكراز وسموم الستركنين  | تكشيرة سردونية                                         |
| الحصبة                  | بقع كوبليك                                             |
| داء ويلسون              | حلقة كايزر-فلايشر                                      |
| الخناق                  | غشاء كاذب على اللوزتين والبلعوم وجوف الأنف             |
| التهاب البنكرياس المزمن | علامة جراي تيرنر (كدمات في منطقة جانب البطن)           |
| الكوليرا                | اسهال الأرز والماء                                     |
| حمى التيفوئيد           | بقع وردية في البطن                                     |
| التهاب السحايا          | حالة سحائية                                            |
| ذبحة صدرية              | علامة ليفين                                            |
| قناة شريانية مفتوحة     | لغط يشبة الآلة                                         |
| مرض باركنسون            | رعاش دحرجة الكرة                                       |
| داء ويبل                | اضطراب فرط التنفس الموضعي                              |
| لوكيميا نخاعية حادة     | أجسام آور                                              |
| التصلب المتعدد          | شلل العين الداخلي علي الجانبين                         |
| التهاب التامور          | احتكاك التامور                                         |
| حمي الروماتزم           | جسم آشوف                                               |
| داء الكلب               | أجسام نيغري ورهاب الماء                                |
| النقرس                  | راسب رملي                                              |